# Sreepur
För andra betydelser, se Sreepur (olika betydelser).

Sreepur (eller Sripur) är en stad i Bangladesh, och tillhör Dhakaprovinsen. Folkmängden uppgick till 126 249 invånare 2011, på en yta av 46,9 km². Sreepur blev en egen kommun (paurashava) 2000.